# Ninken
Ninken, född 449, död 499, var regerande kejsare av Japan mellan 488 och 499.